# کلرید ساماریوم (III)
کلرید ساماریوم(III) (به انگلیسی: Samarium(III) chloride) با فرمول شیمیایی SmCl۳ یک ترکیب شیمیایی است. که جرم مولی آن 256.76 g/mol (anhydrous) 364.80 g/mol (hexahydrate) می‌باشد. 